# Фінляндія на зимових Паралімпійських іграх 2018
Фінляндія на XII зимових Паралімпійських іграх, які проходили у 2018 році у південнокорейському Пхьончхані, була представлена 13 спортсменами у 5 видах спорту (1 спортсмен у гірськолижному спорті, 5 — у лижних перегонах і біатлоні, 2 — сноубордингу та 5 — у керлінгу на візках).  Прапороносцем на церемонії відкриття Паралімпійських ігор був сноубордист Матті Суур-Гамарі. Фінські атлети завоювали 1 золоту та 2 бронзові медалі. Збірна Фінляндії зайняла неофіційне 16 загальнокомандне залікове місце.

## Медалісти
| Медаль | Призери           | Вид спорту     | Дисципліна                        |
| ------ | ----------------- | -------------- | --------------------------------- |
| Золото | Матті Суур-Гамарі | Сноубординг    | сноуборд-крос, SB-LL2 (чоловіки)  |
| Бронза | Ілкка Туомісто    | Лижні перегони | спринт, 1,5 км, стоячи (чоловіки) |
| Бронза | Матті Суур-Гамарі | Сноубординг    | слалом, SB-LL2 (чоловіки)         |

## Біатлон
Чоловіки
| Спортсмен    | Дисципліна      | Фінал        | Фінал             | Фінал       | Фінал     | Фінал |
| Спортсмен    | Дисципліна      | Реальний час | Розрахунковий час | Промахи     | Результат | Місце |
| ------------ | --------------- | ------------ | ----------------- | ----------- | --------- | ----- |
| Юга Гярконен | 7,5 км, стоячи  | 22:53.3      | 22:12.1           | 1 (0+1)     | 22:12.1   | 13    |
| Юга Гярконен | 12,5 км, стоячи | 45:04.1      | 43:43.0           | 0 (0+0+0+0) | 43:43.0   | 10    |
| Юга Гярконен | 15 км, стоячи   | 53:01.0      | 51:25.6           | 4 (1+1+0+2) | 55:25.6   | 14    |

Жінки
| Спортсмен | Дисципліна      | Фінал         | Фінал             | Фінал         | Фінал         | Фінал         |
| Спортсмен | Дисципліна      | Реальний час  | Розрахунковий час | Промахи       | Результат     | Місце         |
| --------- | --------------- | ------------- | ----------------- | ------------- | ------------- | ------------- |
| Сіні Пюю  | 6 км, сидячи    | не фінішувала | не фінішувала     | не фінішувала | не фінішувала | не фінішувала |
| Сіні Пюю  | 12,5 км, сидячи | 1:03:24.1     | 59:35.9           | 7 (2+1+2+2)   | 1:06:35.9     | 14            |

## Гірськолижний спорт
Чоловіки
| Спортсмен       | Дисципліна                 | Спуск 1 | Спуск 1 | Спуск 2 | Спуск 2 | Разом   | Разом |
| Спортсмен       | Дисципліна                 | Час     | Місце   | Час     | Місце   | Час     | Місце |
| --------------- | -------------------------- | ------- | ------- | ------- | ------- | ------- | ----- |
| Сантері Кіївері | суперкомбінація, стоячи    | 1:28.92 | 6       | 48.86   | 5       | 2:17.78 | 6     |
| Сантері Кіївері | швидкісний спуск, стоячи   | Н/Д     | Н/Д     | Н/Д     | Н/Д     | 1:30.64 | 13    |
| Сантері Кіївері | гігантський слалом, стоячи | 1:08.64 | 8       | 1:07.62 | 7       | 2:16.26 | 6     |
| Сантері Кіївері | слалом, стоячи             | 49.61   | 6       | 50.14   | 4       | 1:39.75 | 4     |
| Сантері Кіївері | супергігант, стоячи        | Н/Д     | Н/Д     | Н/Д     | Н/Д     | 1:30.03 | 11    |

## Керлінг на візках
Підсумкова таблиця
| Команда                                                                             | Дисципліна | Груповий турнір    | Груповий турнір    | Груповий турнір    | Груповий турнір    | Груповий турнір    | Груповий турнір    | Груповий турнір    | Груповий турнір    | Груповий турнір    | Груповий турнір    | Груповий турнір    | Груповий турнір | Тайбрейк           | Півфінал           | Фінал              | Фінал      |
| Команда                                                                             | Дисципліна | Суперник Результат | Суперник Результат | Суперник Результат | Суперник Результат | Суперник Результат | Суперник Результат | Суперник Результат | Суперник Результат | Суперник Результат | Суперник Результат | Суперник Результат | Місце           | Суперник Результат | Суперник Результат | Суперник Результат | Місце      |
| ----------------------------------------------------------------------------------- | ---------- | ------------------ | ------------------ | ------------------ | ------------------ | ------------------ | ------------------ | ------------------ | ------------------ | ------------------ | ------------------ | ------------------ | --------------- | ------------------ | ------------------ | ------------------ | ---------- |
| Маркку Кар'ялайнен Юрйо Яяскеляйнен Сарі Кар'ялайнен Ріїтта Сярьосало Веса Леппянен | Mixed      | SVK L 6–7          | NPA L 5–12         | GBR L 2–9          | CHN L 4–6          | USA W 8–5          | KOR L 3–11         | SUI L 7–10         | SWE W 6–5          | NOR L 4–6          | CAN L 4–8          | GER L 4–8          | 11              | Не пройшли         | Не пройшли         | Не пройшли         | Не пройшли |

Груповий турнір
| Key | Key                            |
| --- | ------------------------------ |
|     | Команди, що увійшли в плей-офф |

| Поз. | Країна                          | Скіп                 | В | П | ВЕ | ПЕ |
| ---- | ------------------------------- | -------------------- | - | - | -- | -- |
| 1    | Південна Корея                  | Сео Сун-Сок          | 9 | 2 | 65 | 51 |
| 2    | Канада                          | Марк Ідесон          | 9 | 2 | 74 | 45 |
| 3    | Китай                           | Ванг Гайтао          | 9 | 2 | 85 | 42 |
| 4    | Норвегія                        | Руне Лорентсен       | 7 | 4 | 55 | 57 |
| 5    | Незалежні паралімпійські атлети | Констянтин Курохтін  | 5 | 6 | 61 | 63 |
| 6    | Швейцарія                       | Фелікс Вагнер        | 5 | 6 | 56 | 63 |
| 7    | Велика Британія                 | Айлін Нейльсон       | 5 | 6 | 57 | 53 |
| 8    | Німеччина                       | Христіан Пуціх       | 5 | 6 | 57 | 68 |
| 9    | Словаччина                      | Радослав Джурич      | 4 | 7 | 62 | 72 |
| 10   | Швеція                          | Вілйо Петерссон Даль | 4 | 7 | 47 | 66 |
| 11   | Фінляндія                       | Сарі Кар'ялайнен     | 2 | 9 | 53 | 87 |
| 12   | США                             | Кірк Блек            | 2 | 9 | 58 | 63 |

Зіграні поєдинки
Сесія 2
субота, 10 березня, 19:35
| Майданчик C             | 1 | 2 | 3 | 4 | 5 | 6 | 7 | 8 | Загалом |
| Словаччина (Джурич)     | 1 | 0 | 0 | 2 | 0 | 3 | 1 | 0 | 7       |
| Фінляндія (Кар'ялайнен) | 0 | 1 | 1 | 0 | 1 | 0 | 0 | 3 | 6       |

Сесія 4
неділя, 11 березня, 14:35
| Майданчик A                                | 1 | 2 | 3 | 4 | 5 | 6 | 7 | 8 | Загалом |
| Незалежні паралімпійські атлети (Курохтін) | 3 | 0 | 0 | 0 | 1 | 3 | 5 | X | 12      |
| Фінляндія (Кар'ялайнен)                    | 0 | 1 | 2 | 2 | 0 | 0 | 0 | X | 5       |

Сесія 5
неділя, 11 березня, 19:35
| Майданчик B                | 1 | 2 | 3 | 4 | 5 | 6 | 7 | 8 | Загалом |
| Велика Британія (Нейльсон) | 2 | 0 | 0 | 1 | 2 | 2 | 2 | X | 9       |
| Фінляндія (Кар'ялайнен)    | 0 | 1 | 1 | 0 | 0 | 0 | 0 | X | 2       |

Сесія 6
понеділок, 12 березня, 09:35
| Майданчик D             | 1 | 2 | 3 | 4 | 5 | 6 | 7 | 8 | Загалом |
| Фінляндія (Кар'ялайнен) | 0 | 0 | 1 | 0 | 2 | 0 | 1 | X | 4       |
| Китай (Ванг)            | 1 | 2 | 0 | 2 | 0 | 1 | 0 | X | 6       |

Сесія 7
понеділок, 12 березня, 14:35
| Майданчик C             | 1 | 2 | 3 | 4 | 5 | 6 | 7 | 8 | Загалом |
| Фінляндія (Кар'ялайнен) | 0 | 0 | 4 | 0 | 1 | 0 | 1 | 2 | 8       |
| США (Блек)              | 1 | 1 | 0 | 2 | 0 | 1 | 0 | 0 | 5       |

Сесія 9
вівторок, 13 березня, 09:35
| Майданчик A             | 1 | 2 | 3 | 4 | 5 | 6 | 7 | 8 | Загалом |
| Фінляндія (Кар'ялайнен) | 0 | 0 | 1 | 1 | 0 | 1 | 0 | X | 3       |
| Південна Корея (Сео)    | 4 | 0 | 0 | 0 | 4 | 0 | 3 | X | 11      |

Сесія 10
вівторок, 13 березня, 14:35
| Майданчик D             | 1 | 2 | 3 | 4 | 5 | 6 | 7 | 8 | Загалом |
| Фінляндія (Кар'ялайнен) | 0 | 0 | 3 | 0 | 1 | 2 | 1 | 0 | 7       |
| Швейцарія (Вагнер)      | 3 | 2 | 0 | 3 | 0 | 0 | 0 | 2 | 10      |

Сесія 12
середа, 14 березня, 9:35
| Майданчик A              | 1 | 2 | 3 | 4 | 5 | 6 | 7 | 8 | Загалом |
| Фінляндія (Кар'ялайнен ) | 2 | 0 | 1 | 2 | 0 | 0 | 1 | 0 | 6       |
| Швеція (Петерссон Даль)  | 0 | 1 | 0 | 0 | 2 | 1 | 0 | 1 | 5       |

Сесія 14
середа, 14 березня, 19:35
| Майданчик D             | 1 | 2 | 3 | 4 | 5 | 6 | 7 | 8 | Загалом |
| Норвегія (Лорентсен)    | 2 | 2 | 0 | 1 | 0 | 1 | 0 | X | 6       |
| Фінляндія (Кар'ялайнен) | 0 | 0 | 1 | 0 | 1 | 0 | 2 | X | 4       |

Сесія 16
четвер, 15 березня, 14:35
| Майданчик C             | 1 | 2 | 3 | 4 | 5 | 6 | 7 | 8 | Загалом |
| Канада (Ідесон)         | 0 | 0 | 1 | 1 | 1 | 0 | 3 | 2 | 8       |
| Фінляндія (Кар'ялайнен) | 2 | 1 | 0 | 0 | 0 | 1 | 0 | 0 | 4       |

Сесія 17
четвер, 15 березня, 19:35
| Майданчик B             | 1 | 2 | 3 | 4 | 5 | 6 | 7 | 8 | Загалом |
| Фінляндія (Кар'ялайнен) | 2 | 0 | 0 | 0 | 2 | 0 | 0 | X | 4       |
| Німеччина (Пуціх)       | 0 | 1 | 1 | 1 | 0 | 3 | 2 | X | 8       |

## Лижні перегони
Чоловіки
| Спортсмен                                | Дисципліна                             | Реальний час | Розрахунковий час | Місце |
| ---------------------------------------- | -------------------------------------- | ------------ | ----------------- | ----- |
| Інккі Інола ведучий: Вілі Сормунен       | 10 км, класичним стилем, з вадами зору | 26:38.2      | 26:38.2           | 8     |
| Інккі Інола ведучий: Вілі Сормунен       | 20 км вільним стилем, з вадами зору    | 54:10,5      | 54:10,5           | 10    |
| Рудольф Клеметті ведучий: Яакко Каллункі | 10 км класичним стилем, з вадами зору  | 29:05.4      | 29:05.4           | 14    |
| Рудольф Клеметті ведучий: Яакко Каллункі | 20 км вільним стилем, з вадами зору    | 58:05.6      | 58:05.6           | 12    |
| Ілкка Туомісто                           | 10 км класичним стилем, стоячи         | 27:10.0      | 24:43.3           | 5     |

Жінки
| Спортсмен | Дисципліна   | Реальний час | Розрахунковий час | Місце |
| --------- | ------------ | ------------ | ----------------- | ----- |
| Сіні Пюю  | 5 км, сидячи | 20:54.7      | 19:39.4           | 14    |

Естафета
| Спортсмен                                                  | Дисципліна                  | Реальний час | Відставання | Місце |
| ---------------------------------------------------------- | --------------------------- | ------------ | ----------- | ----- |
| Сіні Пюю Інккі Інола ведучий: Вілі Сормунен Ілкка Туомісто | змішана естафета 4 x 2,5 км | 28:11.0      | +3:39.1     | 10    |

Спринт
Чоловіки
| Спортсмен                                | Дисципліна            | Кваліфікація | Кваліфікація      | Кваліфікація | Півфінал   | Півфінал   | Фінал      | Фінал      |
| Спортсмен                                | Дисципліна            | Час          | Розрахунковий час | Місце        | Час        | Місце      | Час        | Місце      |
| ---------------------------------------- | --------------------- | ------------ | ----------------- | ------------ | ---------- | ---------- | ---------- | ---------- |
| Інккі Інола ведучий: Вілі Сормунен       | спринт, з вадами зору | 3:52.10      | 3:52.10           | 7 Q          | 4:17.6     | 4          | DNA        | DNA        |
| Рудольф Клеметті ведучий: Яакко Каллункі | спринт, з вадами зору | 4:28.36      | 4:28.36           | 17           | не пройшов | не пройшов | не пройшов | не пройшов |
| Ілкка Туомісто                           | спринт, стоячи        | 4:03.91      | 3:41.96           | 7 Q          | 4:53.8     | 3 Q        | 4:20.8     | 3          |

Жінки
| Спортсмен | Дисципліна     | Кваліфікація | Кваліфікація      | Кваліфікація | Півфінал   | Півфінал   | Фінал      | Фінал      |
| Спортсмен | Дисципліна     | Час          | Розрахунковий час | Місце        | Час        | Місце      | Час        | Місце      |
| --------- | -------------- | ------------ | ----------------- | ------------ | ---------- | ---------- | ---------- | ---------- |
| Сіні Пюю  | спринт, сидячи | 4:10,54      | 3:55,51           | 13           | не пройшов | не пройшов | не пройшов | не пройшов |

## Сноубординг
Слалом
| Спортсмен         | Дисципліна                | Спуск 1 | Спуск 2 | Спуск 3 | Найкращий результат | Місце |
| ----------------- | ------------------------- | ------- | ------- | ------- | ------------------- | ----- |
| Матті Суур-Гамарі | слалом, SB-LL2 (чоловіки) | 51.05   | 51.64   | 49,51   | 49,51               | 3     |
| Матті Сайранен    | слалом, SB-UL (чоловіки)  | DNF     | DNF     | 1:02.45 | 1:02.45             | 20    |

Сноуборд-крос
| Спортсмен         | Дисципліна                       | Кваліфікація | Кваліфікація | Кваліфікація        | Кваліфікація | 1/16             | Чвертьфінал     | Півфінал         | Фінал            | Місце |
| Спортсмен         | Дисципліна                       | Спуск 1      | Спуск 2      | Найкращий результат | Місце        | 1/16             | Чвертьфінал     | Півфінал         | Фінал            | Місце |
| ----------------- | -------------------------------- | ------------ | ------------ | ------------------- | ------------ | ---------------- | --------------- | ---------------- | ---------------- | ----- |
| Матті Суур-Гамарі | сноуборд-крос. SB-LL2 (чоловіки) | 58.35        | 1:01.28      | 58.35               | 2 Q          | Ошаров (UKR) · W | Мерфі (NZL) · W | Стронг (USA) · W | Гейбел (USA) · W | 1     |
| Матті Сайранен    | сноуборд-крос, SB-UL(чоловіки)   | 1:07.89      | 1:11.81      | 1:07.89             | 17           | не пройшов       | не пройшов      | не пройшов       | не пройшов       | 17    |